# Colwood

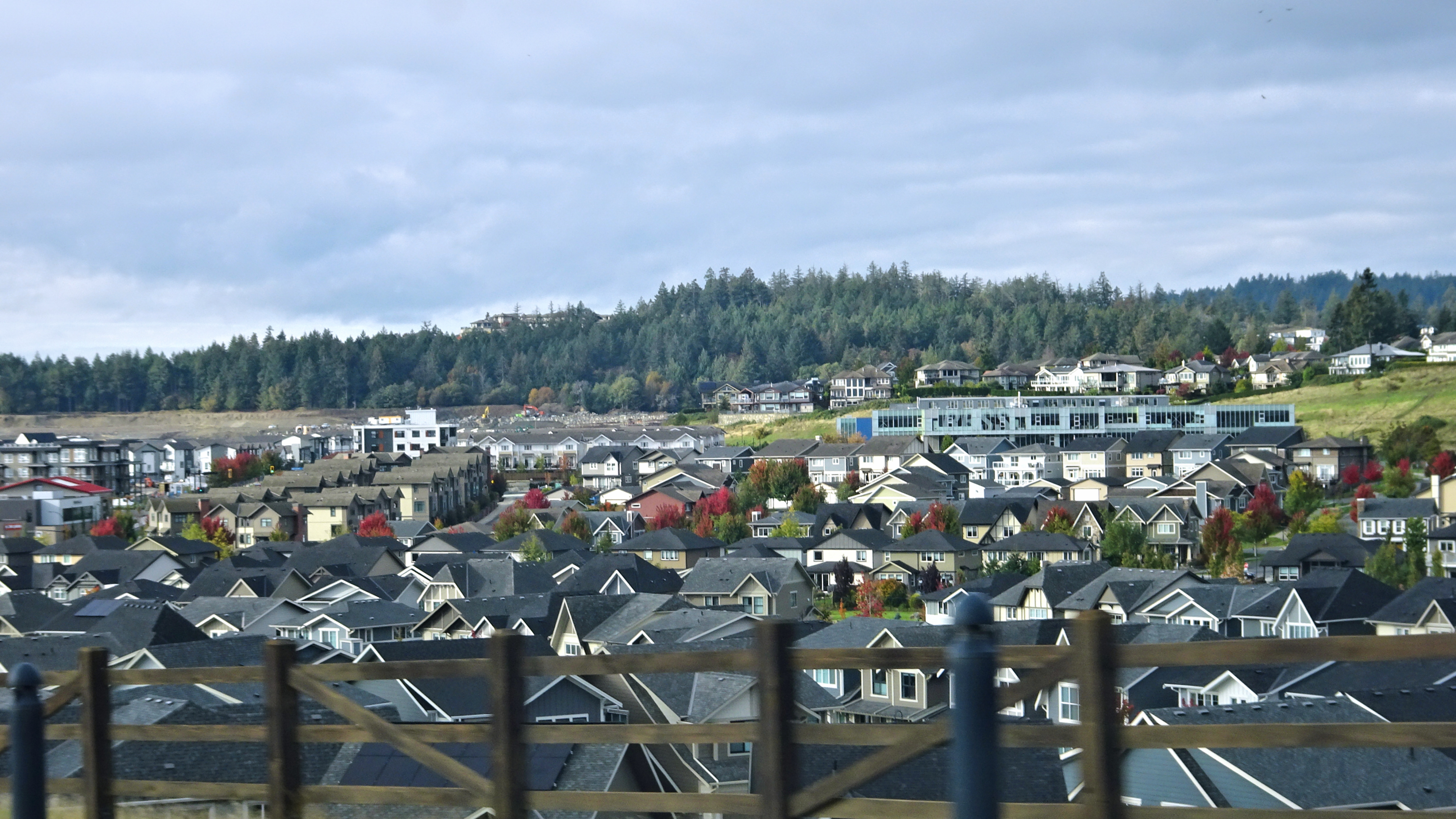
Colwood

Colwood é uma cidade do Canadá, província de Colúmbia Britânica. Está localizada na Ilha Vancouver. É a cidade mais meridional do país. Possui uma população de aproximadamente 15 mil habitantes.